# Othonna furcata
Othonna furcata là một loài thực vật có hoa trong họ Cúc. Loài này được (Lindl.) Druce mô tả khoa học đầu tiên năm 1917.